# Charlie Weber
Charles Alan Weber Jr. (Jefferson City, 20 september 1978) is een Amerikaans acteur. Hij is bekend van zijn rol als Frank Delfino in de serie How to Get Away with Murder.

## Biografie
Weber stopte als student met school en besloot te verhuizen naar New York om model te worden. Hij was onder meer onderdeel van de kerstcatalogus van Abercrombie & Fitch in 1998. Zijn filmdebuut maakte hij later in de film The Broken Hearts Club: A Romantic Comedy en later dat jaar kreeg hij een terugkerende rol in de serie Buffy the Vampire Slayer. In 2014 werd Weber gecast als Frank Delfino, een van de vaste rollen in de serie How to Get Away with Murder. Deze rol speelde hij tot het einde van de serie.

## Filmografie

### Films
| Jaar | Film                                      | Rol                 | Opmerkingen |
| ---- | ----------------------------------------- | ------------------- | ----------- |
| 2000 | The Broken Hearts Club: A Romantic Comedy | Newbie              |             |
| 2002 | Dead Above Ground                         | Dillon Johnson      |             |
| 2003 | Gacy                                      | Tom Kovacs          |             |
| 2003 | The Kiss                                  | Zig                 |             |
| 2004 | Cruel Intentions 3                        | Brett Patterson     |             |
| 2010 | Vampires Suck                             | Jack                |             |
| 2016 | Jarhead 3: The Siege                      | Evan Albright       |             |
| 2017 | Ex-Patriot                                | Bill Donovan        |             |
| 2019 | Coyote Lake                               | Mario               |             |
| 2020 | After We Collided                         | Christian Vance     |             |
| 2020 | DC Showcase: Adam Strange                 | Adam Strange (stem) | korte film  |
| 2022 | Panama                                    | Hank Burns          |             |
| 2022 | As They Made Us                           | Peter               |             |
| 2023 | The Locksmith                             | Garrett Field       |             |
| 2023 | Soul Mates                                | Jason               |             |
| 2024 | The Painter                               | Peter               |             |

### Televisie
| Jaar      | Film                        | Rol           | Afleveringen* |
| --------- | --------------------------- | ------------- | ------------- |
| 2000–2001 | Buffy the Vampire Slayer    | Ben Wilkinson | 14            |
| 2003–2004 | Everwood                    | Jay           | 5             |
| 2011      | Burn Notice                 | Jacob Starky  | 2             |
| 2011      | State of Georgia            | Jeb           | 2             |
| 2012–2013 | Underemployed               | Todd          | 12            |
| 2013      | 90210                       | Mark Holland  | 14            |
| 2014–2020 | How to Get Away with Murder | Frank Delfino | 90            |

* Exclusief eenmalige gastrollen